# Mitsushima Hikari
Hikari Mitsushima (tiếng Nhật: 満島 ひかり, Mitsushima Hikari, sinh ngày 30 tháng 11 năm 1985) là một nữ diễn viên, ca sĩ kiêm người mẫu người Nhật Bản. 

## Sự nghiệp
Hikari Mitsushima là một diễn viên điện ảnh, ca sĩ nổi tiếng. Năm 1997, cô xuất hiện trong làng giải trí Nhật Bản với vai trò là một thành viên trong một nhóm nhạc tuổi teen J-pop Folder and Folder 5. Cũng trong năm này, cô đã được khán giả biết đến với vai trò diễn viên trong Rebirth of Mothra II. Nhưng cô không tham gia diễn xuất thường xuyên, mà đến tận năm 2005 thì cô mới bắt đầu thường xuyên tham gia hoạt động diễn xuất. Hikari Mitsushima xuất hiện trong bộ phim kinh dị Death Note vào năm 2006. Năm 2008, cô tham gia bộ phim Love Exposure của đạo diễn Sion Sono. Vai diễn này đã đem đến cho cô thành công, tên tuổi và nhiều giải thưởng điện ảnh. Hikari Mitsushima được mời tham gia nhiều bộ phim khác, điển hình là A Piece of Our Life và Sawako Decides của đạo diễn Yuya Ishii.

## Phim ảnh

### Điện ảnh
- Rebirth of Mothra II (1997) vai Shiori Uranai / Bé gái
- Death Note (2006) vai Sayu Yagami
- Death Note 2: The Last Name (2006) vai Sayu Yagami
- Exte: Hair Extensions (2007) vai Yuriko Shiina
- Thiếu Lâm Tự (2008) vai Hikari Takahashi
- Drop in Ghost (2008)
- Love Exposure (2008) vai Yōko
- Pride (2009) vai Moe Midorikawa
- Be Sure to Share (2009) Nữ sinh
- The Wonderful World of Captain Kuhio (2009) vai Haru Yasuoka
- Kuhio taisa (2009) vai Haru
- Kakera: A Piece of Our Life (2009) vai Haru
- Nhà hàng của Rinco (2009)
- Sawako Decides (2010) vai Sawako
- Sawako Decides (2010)
- Hara-Kiri: Death of a Samurai (2011) vai Miho
- Tormented (2011) vai Kiriko
- Smuggler (2011) vai Tanuma Chiharu
- Moteki (2011)
- A Chorus of Angels (2012) vai Manami
- The End of Summer (2013) vai Tomoko
- Xin chào! Junichi (2014)
- Kakekomi Onna to Kakedashi Otoko (2015) vai Ogin
- One Piece Film: Gold (2016) vai Carina (lồng tiếng)
- Traces of Sin (2017) vai Mitsuko
- Umibe no Sei to Shi (2017) vai Miho Shimao
- Mary and the Witch's Flower (2017) vai Phù thủy tóc đỏ (lồng tiếng)
- The Bucket List (2019)
- Riverside Mukolitta (2022)[4]

### Truyền hình
- Ultraman Max (2005-2006) vai Elly
- Dandori Musume (2006) vai Ulala
- Beni no Monshō (2006) vai Ayako (2006)
- Burokkorii (2007)
- Kaette kita jikō keisatsu (2007) vai Mitsuyo
- Kamen Rider Den-O (2007) vai Yuka Sawada
- Kekkon sagishi (2007)
- Shakin Kanojo (2008)
- Hitomi (2008) vai Junko
- Make the Last Wish (2008)
- Uramiya honpo reboot (2009)
- IRIS (2009) (Lồng tiếng cho Kim So-yeon)
- Bloody Monday (2010) trong vai Risa Kurano / Lisa
- Tsuki no Koibito ~ Moon Lovers ~ (2010) vai Anzai Rina
- Moteki (2010) vai Nakashiba Itsuka
- Dazai Osamu tanpen shōsetsu shū 3 (2010)
- Sayonara Bokutachi no Youchien vai Yoshiki Mari
- Ohisama (2011)
- Soredemo, Ikite yuku (2011) vai Futaba
- Kaitakushatachi (2012)
- Woman (2013) vai Koharu
- Wakamono Tachi (2014) vai Hikari
- Gomen ne Seishun! (2014) vai Lisa
- Dokonjō Gaeru (2015) vai Pyonkichi (lồng tiếng)
- Totto TV (2016) vai Tetsuko Kuroyanagi
- Kidnap Tour (2016)
- Quartet (2017) vai Suzume
- Kangoku no Ohimesama (2017) vai Futaba Wakai
- First Love (2022) vai Yae Noguchi[5]

## Giải thưởng

### Điện ảnh
| Năm  | Giải thưởng                                           | Phim                                          | Hạng mục                         | Kết quả   |
| ---- | ----------------------------------------------------- | --------------------------------------------- | -------------------------------- | --------- |
| 2009 | Liên hoan phim Quốc tế Montreal                       | Love Exposure                                 | Nữ diễn viên chính xuất sắc nhất | Đoạt giải |
| 2009 | Giải thưởng phim Hochi lần thứ 34                     | Love Exposure                                 | Diễn viên mới xuất sắc nhất      | Đoạt giải |
| 2009 | Mainichi Film Concours Sponichi Grand Prix lần thứ 64 | Love Exposure                                 | Diễn viên mới xuất sắc nhất      | Đoạt giải |
| 2009 | Giải phê bình điện ảnh Nhật Bản lần thứ 19            | Love Exposure                                 | Diễn viên mới xuất sắc nhất      | Đoạt giải |
| 2010 | Liên hoan phim Quốc tế Montreal                       | Sawako Decides                                | Nữ diễn viên chính xuất sắc nhất | Đoạt giải |
| 2010 | Liên hoan phim Yokohama lần thứ 32                    | Kakera, Sawako Decides                        | Nữ diễn viên chính xuất sắc nhất | Đoạt giải |
| 2010 | Giải thưởng Viện Hàn lâm Nhật Bản lần thứ 34          | Villain                                       | Nữ diễn viên phụ xuất sắc nhất   | Đoạt giải |
| 2011 | Giải thưởng Viện Hàn lâm Nhật Bản lần thứ 35          | Hara-Kiri: Death of a Samurai                 | Nữ diễn viên phụ xuất sắc nhất   | Đoạt giải |
| 2011 | Giải thưởng Điện ảnh Châu Á lần thứ 6                 | Hara-Kiri: Death of a Samurai                 | Nữ diễn viên phụ xuất sắc nhất   | Đề cử     |
| 2012 | Giải thưởng Viện Hàn lâm Nhật Bản lần thứ 36          | A Chorus of Angels                            | Nữ diễn viên phụ xuất sắc nhất   | Đoạt giải |
| 2015 | Giải thưởng Viện Hàn lâm Nhật Bản lần thứ 39          | Kakekomi                                      | Nữ diễn viên phụ xuất sắc nhất   | Đoạt giải |
| 2015 | Giải phê bình điện ảnh Nhật Bản lần thứ 25            | Kakekomi                                      | Nữ diễn viên phụ xuất sắc nhất   | Đoạt giải |
| 2017 | Giải thưởng điện ảnh TAMA lần thứ 9                   | Umibe no sei to shi, Gukoroku - Traces of Sin | Nữ diễn viên chính xuất sắc nhất | Đoạt giải |
| 2017 | Liên hoan phim Takasaki lần thứ 32                    | Umibe no sei to shi                           | Nữ diễn viên chính xuất sắc nhất | Đoạt giải |
| 2017 | Giải phê bình điện ảnh Nhật Bản lần thứ 27            | Umibe no sei to shi                           | Nữ diễn viên chính xuất sắc nhất | Đoạt giải |

### Truyền hình
| Năm  | Giải thưởng                                           | Phim                          | Hạng mục                         | Kết quả   |
| ---- | ----------------------------------------------------- | ----------------------------- | -------------------------------- | --------- |
| 2011 | Tokyo Drama Award Moteki                              | Goodbye to Our Kindergarten   | Nữ diễn viên phụ xuất sắc nhất   | Đoạt giải |
| 2012 | Hashida Award lần thứ 20                              | Ohisama, Soredemo, ikite yuku | Diễn viên mới xuất sắc nhất      | Đoạt giải |
| 2014 | Giải thưởng Phim truyền hình Tokyo                    | Woman                         | Nữ diễn viên chính xuất sắc nhất | Đoạt giải |
| 2014 | Giải thưởng Học viện Kịch nghệ Truyền hình lần thứ 83 | Gomen ne Seishun!             | Nữ diễn viên phụ xuất sắc nhất   | Đoạt giải |
| 2015 | Giải thưởng Học viện Kịch nghệ Truyền hình lần thứ 86 | The Gutsy Frog                | Nữ diễn viên phụ xuất sắc nhất   | Đoạt giải |
| 2017 | Giải thưởng Học viện Kịch nghệ Truyền hình lần thứ 95 | Kangoku no Ohimesama          | Nữ diễn viên phụ xuất sắc nhất   | Đoạt giải |

## Tham Khảo
1. ↑  "Mitsushima Hikari & Nagayama Kento are in a relationship". tokyohive. Truy cập ngày 12 tháng 12 năm 2021.
2. ↑  "満島ひかり離婚、映画監督の石井裕也氏と10年結婚 - 離婚・破局 : 日刊スポーツ". nikkansports.com (bằng tiếng Nhật). Truy cập ngày 12 tháng 12 năm 2021.
3. ↑  "満島ひかり×佐藤健×宇多田ヒカル Netflix『First Love 初恋』2022年配信 | CINRA". www.cinra.net (bằng tiếng Nhật). Truy cập ngày 12 tháng 12 năm 2021.
4. ↑  Inc, Natasha. "満島ひかり、吉岡秀隆がボロアパートでのびのび生活、荻上直子の新作に出演（コメントあり）". 映画ナタリー (bằng tiếng Nhật). Truy cập ngày 13 tháng 12 năm 2021. {{Chú thích web}}: |họ= có tên chung (trợ giúp)
5. ↑  "満島ひかり×佐藤健×宇多田ヒカル Netflix『First Love 初恋』2022年配信 | CINRA". www.cinra.net (bằng tiếng Nhật). Truy cập ngày 13 tháng 12 năm 2021.